# 염산
염산(鹽酸, hydrochloric acid, muriatic acid)은 염화 수소(HCl) 수용액이다. 염화수소산(鹽化水素酸), 염강수(鹽強水)라고도 하며, 대표적인 강산이다. 강산이기 때문에 물을 넣어 많이 희석한 '묽은 염산'이 많이 이용된다. 위산의 주 성분이며 산업에 널리 이용되기도 한다. 부식성이 있기 때문에 주의해서 다룰 필요가 있다.
산업혁명 이후 염산은 여러 공정에 중요하게 사용되기 시작하였다. 염화 바이닐이나 폴리염화 비닐, 폴리우레탄 등의 유기 화합물 생산과 같은 큰 규모의 공정, 그리고 젤라틴과 그 외의 식품첨가물 제조, 가죽 처리 등에도 사용된다.
중세 시대에 염산은 유럽인들에게 '소금의 혼'(spirits of salt)이라고 알려졌다. 오늘날에도 영국에서는 가정 청소용 염산을 '소금의 혼'이라고 부른다. 기체 상태의 염화 수소는 'marine acid air'라고 불렸다.
대표적인 제법으로 독일 에르푸르트 성 베드로 베네딕트 교회의 연금술사였던 바실리우스 발렌티누스이 기록한 제법이 있다. 17세기에는, 독일 카를슈타트암마인의 요한 루돌프 글로버가 염화 나트륨과 황산을 반응시켜 황산 나트륨을 얻는 만하임 공정에서 염화 수소 가스를 만들어 냈다. 영국 리즈의 조지프 프리스틀리는 1772년 순수한 염화 수소 가스를 얻어냈고, 1818년 영국 펜잰스의 험프리 데이비는 염화 수소가 염소와 수소로 구성되어 있다는 것을 밝혀냈다.
유럽의 산업혁명이 진행되는 동안, 염기성 물질에 대한 수요가 증가했다. 니콜라 르블랑(Issoundun, 프랑스)이 제시한 새로운 르블랑 공정은, 만하임 공정을 기반으로 하여 탄산 나트륨을 저렴한 가격으로 대량 생산이 가능하게 했다. 이 공정은 탄소, 탄산 칼슘, 황산, 염화 나트륨으로 염산과 이산화 탄소, 황화 칼슘, 탄산 나트륨을 생산하는 공정이다. 공정 과정에서 염화 수소가 대량으로 공기 중에 배출되었으며, 1863년 영국에서 알칼리법이 제정되고 비슷한 법이 다른 나라에서 만들어지기 전까지 계속되었다. 법 제정 이후 소다회와 같이 염산을 생산하게 되었고, 남은 염산은 다른 폐기물에 흡수되도록 하였다.

## 역사
염산은 800년경 연금술사 자비르 이븐 하이얀(Jabir ibn Hayyan, Geber)가 소금과 황산을 반응시키는 과정에서 처음 발견되었다. 자비르 이븐 하이얀는 염산 이외에도 다른 많은 물질들을 발견하고, 20권이 넘는 자신의 책에 기록하였다. 그 중에서도 염산과 질산을 혼합한 왕수는 금까지도 녹일 수 있어서 현자의 돌을 찾으려 하던 연금술사들이 많은 관심을 보였다.

## 화학적 성질

수용액 적정:적정제를 플라스크에 담겨있는 분석할 시료에 뷰렛으로 떨어트린다. 종말점에 이르면 지시약의 색이 변한다.

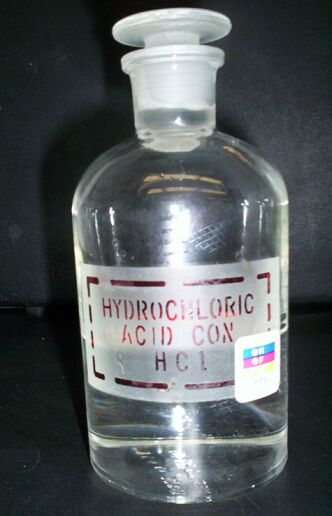
염산은 일반적인 실험실 시약이다.

### 강산으로서의 성질
염화 수소는 일양성자 산이다. 염화 수소의 수용액에서는 염화 수소에서 수소 이온이 빠져나와서 물에 결합해 H3O+를 만든다.
{\displaystyle \mathrm {HCl\ +\ H_{2}O\ \longrightarrow \ H_{3}O^{+}\ +\ Cl^{-}} }
다른 이온은 Cl-으로 이것은 염화 나트륨과 같은 염화 이온을 만들 때 쓰일 수 있다. 염산은 강산인데, 물에 거의 완전히 용해되기 때문이다.
일양성자 산에서는 산의 이온화 상수 인 Ka가 하나뿐이다. 이것은 물에 산이 해리되는 정도를 나타낸다. 염산처럼 강산은 이온화 상수가 높다. 염화 나트륨 같은 염화물에 들어있는 염화 이온은 수소 이온 농도 지수에 거의 영향을 주지 않는다. 염산이 강산이라서 그 짝염기인 염화 이온은 염기성을 거의 띠지 않는다.

### 염화 반응
유기 화합물을 염화시키는 데에 주로 많이 이용되고 산출된다. 예로 클로로벤젠의 생성을 들 수 있다. 이때는 염화 수소가 생성된다.
{\displaystyle \mathrm {Ph-H\ +\ Cl-Cl\ \longrightarrow \ Ph-Cl\ +\ HCl} }
위의 예처럼 수소가 염소 로 치환 되는 경우에는 이미 있던 수소 원자가 염소와 결합해 염화 수소를 이루는 경우가 많다.

### 금속의 부식
염산은 금속을 부식시키는 데에 쓰이기도 한다. 예를 들어 아연과 염산이 반응하면 다음과 같은 반응이 일어나면서 아연은 염화 이온 즉, 염화아연이 된다. 이는 이온화 경향에 따라 일어나는 화학 반응이므로, 수소보다 이온화 경향이 낮은 금속은 염산에 부식되지 않는다. 즉, 금, 은 등은 염산에 부식되지 않는다.
{\displaystyle \mathrm {Zn\ +\ 2HCl\ \longrightarrow \ ZnCl_{2}+\ H_{2}\uparrow } }

## 물리적 성질
| 농도      | 농도      | 농도        | 밀도  | 몰 농도 | pH   | 점성  | 비열      | 증기압 | 끓는점 | 녹는점 |
| kg HCl/kg | kg HCl/m3 | 보메 비중계 | kg/L  | mol/dm3 |      | mPa·s | kJ/(kg·K) | kPa    | °C     | °C     |
| --------- | --------- | ----------- | ----- | ------- | ---- | ----- | --------- | ------ | ------ | ------ |
| 10%       | 104.80    | 6.6         | 1.048 | 2.87    | −0.5 | 1.16  | 3.47      | 1.95   | 103    | −18    |
| 20%       | 219.60    | 13          | 1.098 | 6.02    | −0.8 | 1.37  | 2.99      | 1.40   | 108    | −59    |
| 30%       | 344.70    | 19          | 1.149 | 9.45    | −1.0 | 1.70  | 2.60      | 2.13   | 90     | −52    |
| 32%       | 370.88    | 20          | 1.159 | 10.17   | −1.0 | 1.80  | 2.55      | 3.73   | 84     | −43    |
| 34%       | 397.46    | 21          | 1.169 | 10.90   | −1.0 | 1.90  | 2.50      | 7.24   | 71     | −36    |
| 36%       | 424.44    | 22          | 1.179 | 11.64   | −1.1 | 1.99  | 2.46      | 14.5   | 61     | −30    |
| 38%       | 451.82    | 23          | 1.189 | 12.39   | −1.1 | 2.10  | 2.43      | 28.3   | 48     | −26    |

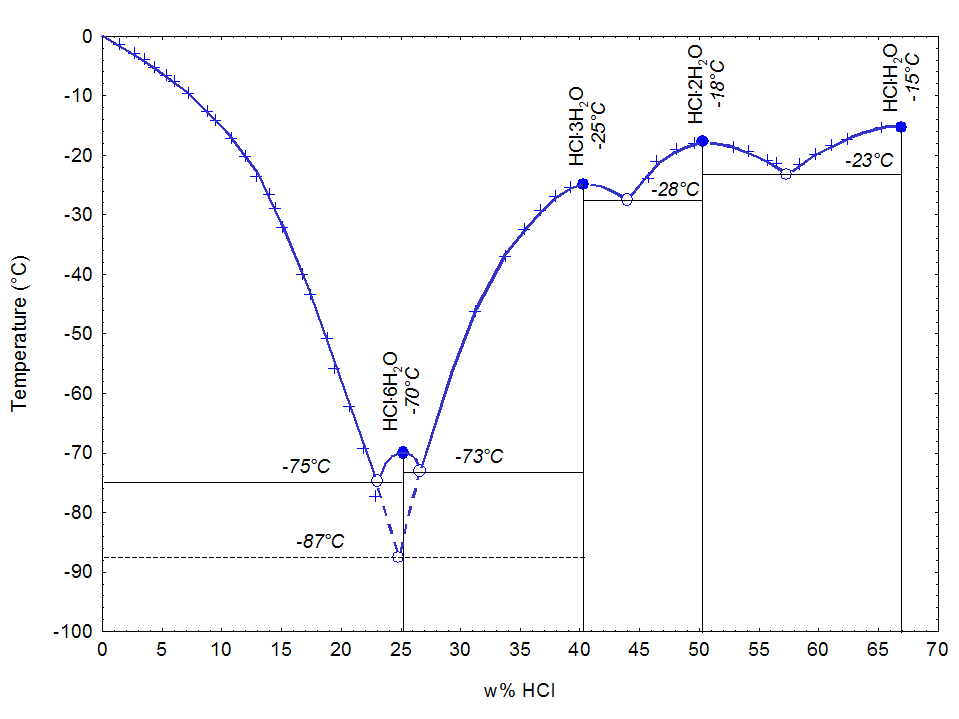
온도에 따라 염화 수소가 물에 녹는 정도.

수소 이온 농도 지수, 점성, 비열, 증기압, 끓는점, 녹는점 같은 물리적 성질은 염화 수소의 농도에 따라 달라진다. 위 표는 10%부터 38% 까지의 염화 수소의 농도에 따른 물리적 성질을 보여준다. 염산, 즉 HCl과 H2O의 이성분 화합물은 염화 수소의 농도가 20.2% 이고 108.6 °C (227 °F) 일 때 불변 끓음 혼합물이다.
염산에는 4가지의 결정화 공정점이 있다.
{\displaystyle \mathrm {HCl\ \cdot \ H_{2}O} } (68% HCl), {\displaystyle \mathrm {HCl\ \cdot \ 2H_{2}O} } (51% HCl), {\displaystyle \mathrm {HCl\ \cdot \ 3H_{2}O} } (41% HCl),{\displaystyle \mathrm {HCl\ \cdot \ 2H_{2}O} }(25% HCl)
그리고 얼음 (0% HCl)이다. 그리고 준안정 공정점이 있으며 이것은
{\displaystyle \mathrm {HCl\ \cdot \ 3H_{2}O} }
와 얼음의 중간형태를 띠며 염산의 농도는 24.8%이다.

## 공급
염산은 물에 염화 수소를 용해한 채 공급된다. 염화 수소는 여러 가지 방법으로 생성할 수 있다. 대규모의 염산 생산은 거의 항상 다른 화학 물질의 공업적 생산 규모와 통합되어 있다.

### 산업 시장
염산은 주로 38%의 포화 농도의 염산을 생성하고 사용한다. 40% 또는 그 이상의 농도도 가능하지만, 증발이 심하게 많아서, 이 고농도의 염산은 고압 또는 저온상태에서 주로 생성되고, 팔린다. 대량 생산 또는 산업적 생산으로는 보관하거나, 이용하기 쉬운 30~34%의 염산을 주로 사용한다. 미국에서는 10~12% 농도의 염산을 청소용으로 사용하고, 영국에서도 소금의 혼 이라고 불리는 비슷한 농도로 사용한다.
다우 케미칼 같은 염산 생산 업체는 전 세계에서 염화 수소를 연간 2메가톤, 그리고 FMC, Georgia Gulf, Tosoh, Akzo Nobel, Tessenderlo 등의 회사도 0.5에서 1.5메가톤을 생산한다.
염산은 직접 합성으로 3메가톤, 대량생산, 반응후에 남은 염산이 약 20메가톤이 된다. 대표적으로 폴리염화 비닐 등의 염화 유기 화합물을 만들 때 부산물로 생성된다. 대부분의 염산은 만든 사람이 사용한다. 세계시장 규모는 연간 500메가톤 정도이다.

## 제법

### 만하임 공정
염화 나트륨과 황산을 반응시켜서 얻는 방법이 있다. 이것이 만하임 공정이다. 주로 생산 규모가 작은 실험실 등에서 많이 이용된다.
{\displaystyle \mathrm {2NaCl\ +\ H_{2}SO_{4}\longrightarrow \ Na_{2}SO_{4}+\ 2HCl} }
위반응은 상온에서 일어나고, 더 많은 염화 수소를 얻기 위해서는 습기가 없는 상태에서 온도를 200 °C까지 올려야 하고 아래에 반응이 나타난다.
{\displaystyle \mathrm {NaCl\ +\ NaHSO_{4}\longrightarrow \ HCl+\ Na_{2}SO_{4}} }
오염화 인과 물을 섞어서 염화 포스포릴과 염화 수소를 생산하는 방법도 있다.
{\displaystyle \mathrm {PCl_{5}\ +\ H_{2}O\longrightarrow \ POCl_{3}+\ 2HCl} }

### 공업적 제법
공업적으로는 전기분해에서 발생한 수소와 염소를 직접 반응시켜 얻기도 한다.
{\displaystyle \mathrm {H_{2}\ +\ Cl_{2}\longrightarrow \ 2HCl} }

### 유기적 합성
염소와 플루오린이 들어있는 유기 화합물(예: 폴리테트라플루오로에틸렌, 염화 플루오린화 탄소, 클로로아세트산, 폴리염화 비닐 등)을 이용한 제법으로 염산의 제조중 가장 큰 부분을 차지 한다.
이 방법에서는 염산은 생성한 데서 사용되는 경우가 많다. 이때는 수소나 플루오린이 염소로 치환된다.
{\displaystyle {\begin{aligned}\mathrm {R-H\ +\ Cl_{2}\longrightarrow \ R-Cl+\ HCl} \\\mathrm {R-Cl\ +\ HF\longrightarrow \ R-F+\ HCl} \end{aligned}}}

## 이용
염산은 강한 무기산으로 산업용 공정에 사용된다. 인체에는 위산의 형태로 존재한다.

### 금속 부식
산화철 등의 녹을 제거하는데 쓰거나, 도금하는 데에 쓴다. 일반적으로 공정에서는 18% 농도의 염산으로 탄소강 표면에 녹을 없애는 데 쓰인다.
{\displaystyle \mathrm {Fe_{2}O_{3}\ +\ Fe\ +\ 6HCl\ \longrightarrow \ 3FeCl_{2}\ +\ 3H_{2}O} }
여기서 나온 산화철로 몇가지 공정을 거치면 다시 염화 수소로 쓸 수 있다.
이 염화 수소 제작 공정에서 가장 많이 이용되는 방법은 다음과 같다.
{\displaystyle \mathrm {4FeCl_{2}\ +\ 4H_{2}O\ +\ O_{2}\ \longrightarrow \ 8HCl\ +\ 2Fe_{2}O_{3}} }

### 유기 화합물 생산
염산은 염화 바이닐, 다이클로로에테인, 폴리염화 비닐 등의 유기 화합물의 생산에 쓰인다. 대량 판매를 하지 못할 정도에 소량의 염산을 공급 및 소비할 경우 이 유기 화합물들을 만드는 데 주로 사용된다. 폴리카보네이트, 활성탄, 아스코르빈산(비타민 C)을 비롯한 유기 화합물 뿐아니라 약 역시 염산을 이용하여 생산한다.
{\displaystyle \mathrm {2CH_{2}=CH_{2}\ +\ 4HCl\ +\ O_{2}\longrightarrow \ 2ClCH_{2}CH_{2}Cl\ +\ 2H_{2}O} }(옥시 염소화로 생성된 다이클로로에테인 )
나무 + HCl + 열 → 활성 탄소 (탄소의 활성화)

### 용액 중화
염산은 수소 이온 농도 지수가 낮아서 염기성 용액을 중화 반응하는 데 사용된다. 구조식은 다음과 같다.
{\displaystyle \mathrm {OH^{-}\ +\ HCl\ \longrightarrow \ H_{2}O\ +\ Cl^{-}} }
강한 염산(식품용 염산)은 식품을 중화하는 데에 사용되며, 묽은 염산은 염기성 폐수 따위를 중화하는 데 사용된다.

## 위험성
고농도의 염산은 다량의 증기가 발생하며 이는 눈, 피부, 창자 등의 생체 조직에 손상을 입힐 수 있다. 또 염산을 과망가니즈산 칼륨이나 차아염소산나트륨 등에 섞으면 유독한 염소 기체가 생성된다.
{\displaystyle \mathrm {NaClO\ +\ 2HCl\ \longrightarrow \ H_{2}O\ +\ NaCl\ +\ Cl_{2}} }
{\displaystyle \mathrm {2KMnO_{4}\ +\ 16HCl\ \longrightarrow \ 2MnCl_{2}\ +\ 8H_{2}O\ +\ 2KCl\ +\ 5Cl_{2}} }
| 농도   | 분류            | R-phrase  |
| ------ | --------------- | --------- |
| 10–25% | 자극물 (Xi)     | R36/37/38 |
| > 25%  | 부식성 물질 (C) | R34R37    |

염산 자체가 폭발하지는 않으나 염산에서 생성된 수소는 폭발할 수 있다. 이온화 경향이 큰 알칼리 금속이나 알칼리 토금속과 염산이 반응하면 금속이 부식해서 다음과 같은 반응이 일어난다.
{\displaystyle \mathrm {2M\ +\ 2HCl\ \longrightarrow \ 2MCl\ +\ H_{2}} }
이온화 경향이 큰 칼륨, 칼슘, 나트륨 등의 금속과 반응하면 수소기체가 많이 발생하고 온도가 높은 상황에는 폭발할 수도 있다.

## 같이 보기
- 염화 수소
- 염소소독